# Militär-Verdienstmedaille (Bamberg)
Die Militär-Verdienstmedaille wurde 1797 von Fürstbischof von Bamberg, Christoph Franz von Buseck gestiftet und konnte in Gold für Offiziere und Silber für Unteroffiziere und Mannschaften des bambergischen Reichskontingents im Krieg gegen Frankreich für Tapferkeit vor dem Feind verliehen werden.
Die runde Medaille zeigt das von einem Fürstenhut überragte Wappen des Fürstbistums. Unter dem Wappen ragen links und rechts jeweils fünf Flaggen hervor. Rückseitig die von einem Lorbeerkranz umschlossene vierzeilige Inschrift LOHN DER TAPFER KEIT.
Getragen wurde die Auszeichnung am Band auf der linken Brustseite.